# Johannella purpurea
Johannella purpurea är en kräftdjursart som beskrevs av Théodore Monod 1924. Johannella purpurea ingår i släktet Johannella och familjen Stenasellidae. Inga underarter finns listade i Catalogue of Life.